# Olympische Sommerspiele 1968/Turnen
Bei den XIX. Olympischen Sommerspielen 1968 in Mexiko-Stadt fanden 14 Wettkämpfe im Gerätturnen statt, davon acht für Männer und sechs für Frauen. Austragungsort war das Auditorio Nacional.
Wie schon vier Jahre zuvor wurden die Mannschaftswertung und die Einzelwertung im Mehrkampf gemeinsam ausgetragen. Gleichzeitig diente der Mehrkampf als Qualifikation für die Gerätefinals mit jeweils sechs Teilnehmern.

## Bilanz

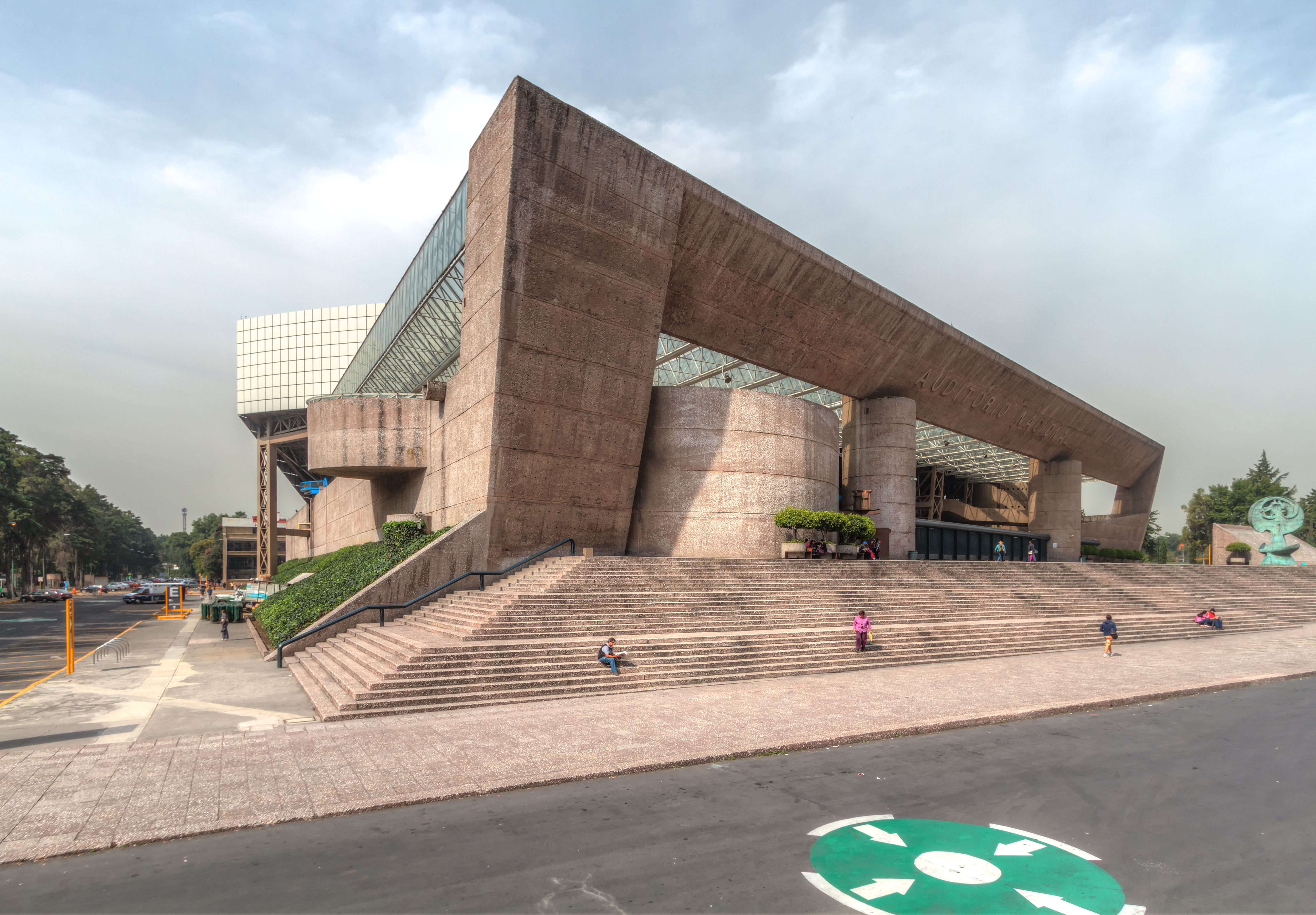
Auditorio Nacional

### Medaillenspiegel
| Platz | Land             | Gold | Silber | Bronze | Gesamt |
| ----- | ---------------- | ---- | ------ | ------ | ------ |
| 1     | Japan            | 6    | 2      | 4      | 12     |
| 2     | Sowjetunion      | 5    | 5      | 8      | 18     |
| 3     | Tschechoslowakei | 4    | 2      | –      | 6      |
| 4     | Jugoslawien      | 1    | –      | –      | 1      |
| 5     | GDR              | –    | 2      | 2      | 4      |
| 6     | Finnland         | –    | 1      | –      | 2      |

### Medaillengewinner
| Konkurrenz           | Gold                                                                                    | Silber                                                                                                | Bronze                                                                                     |
| -------------------- | --------------------------------------------------------------------------------------- | --- | ------------------------------------------------------------------------------------------ |
| Mannschaftsmehrkampf | Yukio Endō, Sawao Katō, Takeshi Katō, Eizō Kenmotsu, Akinori Nakayama, Mitsuo Tsukahara | Sergei Diomidow, Waleri Iljinych, Waleri Karassjow, Wiktor Klimenko, Wiktor Lissizki, Michail Woronin | Günter Beier, Matthias Brehme, Gerhard Dietrich, Siegfried Fülle, Klaus Köste, Peter Weber |
| Einzelmehrkampf      | Sawao Katō                                                                              | Michail Woronin                                                                                       | Akinori Nakayama                                                                           |
| Barren               | Akinori Nakayama                                                                        | Michail Woronin                                                                                       | Wiktor Klimenko                                                                            |
| Bodenturnen          | Sawao Katō                                                                              | Akinori Nakayama                                                                                      | Takeshi Katō                                                                               |
| Pferdsprung          | Michail Woronin                                                                         | Yukio Endō                                                                                            | Sergei Diomidow                                                                            |
| Reck                 | Michail Woronin Akinori Nakayama                                                        | — | Eizō Kenmotsu                                                                              |
| Ringe                | Akinori Nakayama                                                                        | Michail Woronin                                                                                       | Sawao Katō                                                                                 |
| Seitpferd            | Miroslav Cerar                                                                          | Olli Laiho                                                                                            | Michail Woronin                                                                            |

| Konkurrenz           | Gold | Silber | Bronze                                                                                         |
| -------------------- | --- | --- | ---------------------------------------------------------------------------------------------- |
| Mannschaftsmehrkampf | Ljubow Burda, Olga Karassjowa, Natalja Kutschinskaja, Larissa Petrik, Ljudmila Turischtschewa, Sinaida Woronina | Věra Čáslavská, Mária Krajčírová, Jána Kubičková-Posnerová, Hana Lišková, Bohumila Řimnáčová, Miroslava Skleničková | Maritta Bauerschmidt, Karin Janz, Marianne Noack, Magdalena Schmidt, Ute Starke, Erika Zuchold |
| Einzelmehrkampf      | Věra Čáslavská                                                                                                  | Sinaida Woronina | Natalja Kutschinskaja                                                                          |
| Bodenturnen          | Věra Čáslavská Larissa Petrik                                                                                   | — | Natalja Kutschinskaja                                                                          |
| Pferdsprung          | Věra Čáslavská                                                                                                  | Erika Zuchold | Sinaida Woronina                                                                               |
| Schwebebalken        | Natalja Kutschinskaja                                                                                           | Věra Čáslavská | Larissa Petrik                                                                                 |
| Stufenbarren         | Věra Čáslavská                                                                                                  | Karin Janz | Sinaida Woronina                                                                               |

## Ergebnisse Männer

### Einzelmehrkampf
| Platz | Land | Sportler         | Punkte |
| ----- | ---- | ---------------- | ------ |
| 1     | JPN  | Sawao Katō       | 115,90 |
| 2     | URS  | Michail Woronin  | 115,85 |
| 3     | JPN  | Akinori Nakayama | 115,65 |
| 4     | JPN  | Eizō Kenmotsu    | 114,90 |
| 5     | JPN  | Takeshi Katō     | 114,85 |
| 6     | URS  | Sergei Diomidow  | 114,10 |
| 7     | URS  | Wiktor Klimenko  | 113,95 |
| 8     | JPN  | Yukio Endō       | 113,55 |
| 9     | YUG  | Miroslav Cerar   | 113,30 |
| 10    | URS  | Waleri Karassjow | 113,25 |

22. bis 24. Oktober

### Mannschaftsmehrkampf
| Platz | Land | Sportler                                                                                         | Punkte |
| ----- | ---- | ------------------------------------------------------------------------------------------------ | ------ |
| 1     | JPN  | Yukio Endō Sawao Katō Takeshi Katō Eizō Kenmotsu Akinori Nakayama Mitsuo Tsukahara               | 575,90 |
| 2     | URS  | Sergei Diomidow Waleri Iljinych Waleri Karassjow Wiktor Klimenko Wiktor Lissizki Michail Woronin | 571,10 |
| 3     | GDR  | Günter Beier Matthias Brehme Gerhard Dietrich Siegfried Fülle Klaus Köste Peter Weber            | 557,15 |
| 4     | TCH  | Václav Kubička Jiří Fejtek František Bočko Bohumil Mudřík Miloslav Netušil Václav Skoumal        | 557,10 |
| 5     | POL  | Wilhelm Kubica Mikołaj Kubica Sylwester Kubica Andrzej Gonera Aleksander Rokosa Jerzy Kruża      | 555,40 |
| 6     | YUG  | Miloš Vratič Tine Šrot Janez Brodnik Miroslav Cerar Damir Anić Milenko Kersnić                   | 550,75 |
| 7     | USA  | Dave Thor Fred Roethlisberger Steve Hug Sid Freudenstein Steve Cohen Kanati Allen                | 548,90 |
| 8     | FRG  | Heinz Häussler Erich Hess Hermann Höpfner Willi Jaschek Heiko Reinemer Helmut Tepasse            | 548,35 |
| 9     | SUI  | Meinrad Berchtold Hans Ettlin Peter Rohner Roland Hürzeler Paul Müller Edwin Greutmann           | 548,20 |
| 10    | FIN  | Mauno Nissinen Heikki Sappinen Olli Laiho Juhani Rahikainen Reino Heino Hannu Rantakari          | 547,05 |

22. bis 24. Oktober

### Barren
| Platz | Land | Sportler         | Punkte |
| ----- | ---- | ---------------- | ------ |
| 1     | JPN  | Akinori Nakayama | 19,475 |
| 2     | URS  | Michail Woronin  | 19,425 |
| 3     | URS  | Wiktor Klimenko  | 19,225 |
| 4     | JPN  | Takeshi Katō     | 19,200 |
| 5     | JPN  | Eizō Kenmotsu    | 19,175 |
| 6     | TCH  | Václav Kubíčka   | 18,950 |

22. bis 26. Oktober

### Bodenturnen
| Platz | Land | Sportler         | Punkte |
| ----- | ---- | ---------------- | ------ |
| 1     | JPN  | Sawao Katō       | 19,475 |
| 2     | JPN  | Akinori Nakayama | 19,400 |
| 3     | JPN  | Takeshi Katō     | 19,275 |
| 4     | JPN  | Mitsuo Tsukahara | 19,050 |
| 5     | URS  | Waleri Karassjow | 18,950 |
| 6     | JPN  | Eizō Kenmotsu    | 18,925 |

22. bis 26. Oktober

### Pferdsprung
| Platz | Land | Sportler         | Punkte |
| ----- | ---- | ---------------- | ------ |
| 1     | URS  | Michail Woronin  | 19,000 |
| 2     | JPN  | Yukio Endō       | 18,950 |
| 3     | URS  | Sergei Diomidow  | 18,925 |
| 4     | JPN  | Takeshi Katō     | 18,775 |
| 5     | JPN  | Akinori Nakayama | 18,725 |
| 6     | JPN  | Eizō Kenmotsu    | 18,650 |

22. bis 26. Oktober

### Reck
| Platz | Land | Sportler         | Punkte |
| ----- | ---- | ---------------- | ------ |
| 1     | URS  | Michail Woronin  | 19,550 |
| 1     | JPN  | Akinori Nakayama | 19,550 |
| 3     | JPN  | Eizō Kenmotsu    | 19,375 |
| 4     | GDR  | Klaus Köste      | 19,225 |
| 5     | URS  | Sergei Diomidow  | 19,150 |
| 6     | JPN  | Yukio Endō       | 19,025 |

22. bis 26. Oktober.

### Ringe
| Platz | Land | Sportler         | Punkte |
| ----- | ---- | ---------------- | ------ |
| 1     | JPN  | Akinori Nakayama | 19,450 |
| 2     | URS  | Michail Woronin  | 19,325 |
| 3     | JPN  | Sawao Katō       | 19,225 |
| 4     | JPN  | Mitsuo Tsukahara | 19,125 |
| 5     | JPN  | Takeshi Katō     | 19,050 |
| 6     | URS  | Sergei Diomidow  | 18,975 |

22. bis 26. Oktober

### Seitpferd
| Platz | Land | Sportler        | Punkte |
| ----- | ---- | --------------- | ------ |
| 1     | YUG  | Miroslav Cerar  | 19,325 |
| 2     | FIN  | Olli Laiho      | 19,225 |
| 3     | URS  | Michail Woronin | 19,200 |
| 4     | POL  | Wilhelm Kubica  | 19,150 |
| 5     | JPN  | Eizō Kenmotsu   | 19,050 |
| 6     | URS  | Wiktor Klimenko | 18,950 |

22. bis 26. Oktober

## Frauen

### Einzelmehrkampf
| Platz | Land | Sportlerin            | Punkte |
| ----- | ---- | --------------------- | ------ |
| 1     | TCH  | Věra Čáslavská        | 78,25  |
| 2     | URS  | Sinaida Woronina      | 76,85  |
| 3     | URS  | Natalja Kutschinskaja | 76,75  |
| 4     | URS  | Larissa Petrik        | 76,70  |
| 4     | GDR  | Erika Zuchold         | 76,70  |
| 6     | GDR  | Karin Janz            | 76,55  |
| 7     | TCH  | Bohumila Řimnáčová    | 76,00  |
| 7     | URS  | Olga Karassjowa       | 76,00  |
| 9     | TCH  | Miroslava Skleničková | 75,85  |
| 9     | TCH  | Mária Krajčírová      | 75,85  |

21. bis 23. Oktober

### Mannschaftsmehrkampf
| Platz | Land | Sportlerinnen                                                                                                  | Punkte |
| ----- | ---- | --- | ------ |
| 1     | URS  | Ljubow Burda Olga Karassjowa Natalja Kutschinskaja Larissa Petrik Ljudmila Turischtschewa Sinaida Woronina     | 382,85 |
| 2     | TCH  | Věra Čáslavská Mária Krajčírová Jána Kubičková-Posnerová Hana Lišková Bohumila Řimnáčová Miroslava Skleničková | 382,20 |
| 3     | GDR  | Maritta Bauerschmidt Karin Janz Marianne Noack Magdalena Schmidt Ute Starke Erika Zuchold                      | 379,10 |
| 4     | JPN  | Kazue Hanyu Miyuki Matsuhisa Taniko Mitsukuri Chieko Oda Mitsuko Kandori Kayoko Hashiguchi                     | 375,45 |
| 5     | HUN  | Ágnes Bánfai Anikó Ducza-Jánosi Katalin Makray Márta Tolnai Katalin Müller Ilona Békési                        | 369,80 |
| 6     | USA  | Cathy Rigby Linda Metheny Joyce Tanac Kathy Gleason Colleen Mulvihill Wendy Cluff                              | 369,75 |
| 7     | FRA  | Evelyne Letourneur Jacqueline Brisepierre Mireille Cayre Françoise Nourry Dominique Lauvard Nicole Bourdiau    | 361,75 |
| 8     | BUL  | Wanja Marinowa Marija Karaschka Wessela Paschewa Neli Stojanowa Raina Atanassowa                               | 355,10 |
| 9     | FRG  | Angelika Kern Irmi Krauser Marie-Luise Stegemann Petra Jebram Anna Stein Helga Matschkur                       | 354,65 |
| 10    | POL  | Łucja Ochmańska Wiesława Lech Barbara Zięba Grażyna Witkowska Halina Daniec Małgorzata Chojnacka               | 353,85 |

21. bis 23. Oktober

### Bodenturnen
| Platz | Land | Sportlerin            | Punkte |
| ----- | ---- | --------------------- | ------ |
| 1     | TCH  | Věra Čáslavská        | 19,675 |
| 1     | URS  | Larissa Petrik        | 19,675 |
| 3     | URS  | Natalja Kutschinskaja | 19,650 |
| 4     | URS  | Sinaida Woronina      | 19,550 |
| 5     | URS  | Olga Karassjowa       | 19,325 |
| 5     | TCH  | Bohumila Řimnáčová    | 19,325 |

21. bis 25. Oktober

### Pferdsprung
| Platz | Land | Sportlerin            | Punkte |
| ----- | ---- | --------------------- | ------ |
| 1     | TCH  | Věra Čáslavská        | 19,775 |
| 2     | GDR  | Erika Zuchold         | 19,625 |
| 3     | URS  | Sinaida Woronina      | 19,550 |
| 4     | TCH  | Mária Krajčírová      | 19,475 |
| 5     | URS  | Natalja Kutschinskaja | 19,375 |
| 6     | TCH  | Miroslava Skleničková | 19,325 |

21. bis 25. Oktober

### Schwebebalken
| Platz | Land | Sportlerin            | Punkte |
| ----- | ---- | --------------------- | ------ |
| 1     | URS  | Natalja Kutschinskaja | 19,650 |
| 2     | TCH  | Věra Čáslavská        | 19,575 |
| 3     | URS  | Larissa Petrik        | 19,250 |
| 4     | GDR  | Karin Janz            | 19,225 |
| 4     | USA  | Linda Metheny         | 19,225 |
| 6     | GDR  | Erika Zuchold         | 19,150 |

21. bis 25. Oktober

### Stufenbarren
| Platz | Land | Sportlerin            | Punkte |
| ----- | ---- | --------------------- | ------ |
| 1     | TCH  | Věra Čáslavská        | 19,650 |
| 2     | GDR  | Karin Janz            | 19,500 |
| 3     | URS  | Sinaida Woronina      | 19,425 |
| 4     | TCH  | Bohumila Řimnáčová    | 19,350 |
| 5     | GDR  | Erika Zuchold         | 19,325 |
| 6     | TCH  | Miroslava Skleničková | 18,200 |

21. bis 25. Oktober